# Коломенское княжество
Коломенское княжество — удел Рязанского княжества со столицей в городе Коломна. Княжество существовало со второй половины XII века вплоть до присоединения Коломны к Московскому княжеству в 1301 году.

## История
Первоначально территория княжества входила в состав Рязанского княжества. Город Коломна впервые упоминается в Лаврентьевской летописи под 1177 год как уже существующий, однако по последним раскопкам основание города относят к 1140-60 гг.. Достоверно не известно, когда впервые образовался удел. Поскольку Коломна была пограничным городом, вполне вероятно, что кто-то из рязанских князей был князем коломенским, однако упоминания о правителях удела довольно скудные.
Первым достоверно известным князем коломенским был Глеб Святославич, один из сыновей черниговского князя Святослава Всеволодовича, упоминаемый как правитель Коломны в 1179 году. В 1186—1188 года коломенским князем был пронский князь Всеволод Глебович. А в 1217—1237 годах — Роман Ингваревич, отождествляемый с упоминаемым «Повестью о разорении Рязани Батыем» Глебом Ингваревичем Коломенским.
После 1237 года сведения о коломенских князьях пропадают. В 1301 году Коломна была захвачена московским князем Даниилом Александровичем и присоединена к Московскому княжеству. В 1385 году Коломна была захвачена рязанским князем Олегом Ивановичем, однако уже через год она вновь вернулась в состав Московского княжества.
В 1433 году Коломна была выделена в качестве удела Василию II Васильевичу Тёмному, свергнутым князем Юрием Дмитриевичем Звенигородским, захватившим московский стол. Однако через несколько месяцев Василий вернул себе Москву. После этого Коломна в качестве удела не выделялась.

## Список князей Коломенских
- 1179: Глеб Святославич (ум. ок. 1216), каневский 1182—1190, переяславский 1190—1194, стародубский 1202—1204, северский 1204 — ок. 1212, черниговский 1206—1208, 1212/1215 — ок. 1216
- 1186—1188: Всеволод Глебович (ум. 1207), князь пронский (до 1186—1207)
- 1217—1237: Роман Ингваревич (ум. 1237)
- апрель—сентябрь 1433: Василий II Васильевич Тёмный (1415—1462), великий князь московский с 1425